# Chùa Kim Chương
Chùa Kim Chương (Kim Chương Tự), còn có tên là Phổ Quang Thiên Sơn Tự, Thiên Trường Tự, Sắc Tứ Phổ Quang Thiên Sơn Tự, là một ngôi "quốc tự" , tọa lạc trên phần đất của làng Tân Triêm , thuộc Gia Định xưa.
Khi quân Pháp đánh chiếm nơi này, ngôi chùa đã được tăng chúng tháo dỡ đưa về xã Mỹ Thiện (nay là xã Thiện Trí, Cái Bè, Tiền Giang) dựng lại, và đổi tên là Hội Thọ Tự . Theo nhà nghiên cứu Trương Ngọc Tường, nơi ngôi cổ tự tọa lạc, nay ở khoảng chùa Lâm Tế tại địa chỉ số 212A đường Nguyễn Trãi thuộc Quận 1, Thành phố Hồ Chí Minh.

## Lịch sử
Trong sách Gia Định thành thông chí của Trịnh Hoài Đức có đoạn giới thiệu chùa Kim Chương như sau:
Ở phía Tây Nam trấn hơn 4 dặm, về phía Bắc quan lộ. Ở giữa là Phật điện, trước sau có Đông Tây đường, sơn môn, phương trượng, kinh thất, hương viện, và phạn đường chạm trổ tô sơn, tốt đẹp rộng cao, phía Bắc chùa có suối nước ngọt bốn mùa dưới đất chảy tràn ra ướt dầm cả đường đi. Năm Ất Hợi (1755), đời vua Thế Tông (Nguyễn Phúc Khoát) năm thứ 18 có thầy tăng ở Quy Nhơn là Đạt Bản hòa thượng  đến lập chùa ở đây, được vua ban cho tấm biển đề là "Kim Chương Tự".
Khi Đạt Bản mất, truyền lại cho đồ đệ là Quang Triệt. Năm Ất Mùi (1775), Hòa nghĩa đạo Lý tướng quân (Lý Tài) lập chúa Mục vương (Nguyễn Phúc Dương) tại đây, lại sắc ban một lần nữa. Quang Triệt mất, Quang Trạm kế, Quang Trạm mất, Quang Tuệ nối. Năm Đinh Dậu, niên hiệu Gia Long thứ 12 (1813), Thần võ quân Phó tướng Trần Nhân Phụng vâng theo di chỉ Cao hoàng hậu ban tiền 10.000 quan để trùng tu chùa và chỉnh lý những kinh tạng, trống chuông cho thêm vẻ trang nghiêm. Hiện nay là một đại bửu sát (ngôi chùa danh thắng) ở Gia Định.
Khi chúa Nguyễn Phúc Ánh khôi phục được cơ nghiệp, đến năm thứ ba (1804), chùa Kim Chương tổ chức lễ chúc thọ giới đàn báo đáp ân sâu của Đức Phật. Đây là lễ giới đàn đầu tiên trong lịch sử Phật giáo Nam Bộ 
Năm Mậu Ngọ (1858), thực dân Pháp đến uy hiếp Đà Nẵng. Năm sau, Pháp chuyển hướng đánh thành Gia Định. Đến khi đại đồn Chí Hòa thất thủ (1861), chùa Kim Chương đã được hòa thượng Minh Giác cho tháo dỡ đem về xã Mỹ Thiện (nay là xã Thiện Trí, Cái Bè, Tiền Giang), vì đây là hậu phương của cuộc khởi nghĩa do Thiên Hộ Dương (tức Võ Duy Dương) lãnh đạo.
Để che mắt Pháp, nhà chùa lấy cớ có nhiều cao tăng trường thọ nên đổi hiệu lại là Hội Thọ tự. Sau khi Cách mạng Tháng Tám năm 1945 thành công, vì chùa Hội Thọ ở gần lộ Đông Dương, tăng chúng sợ thực dân Pháp sẽ trở lại chiếm chùa làm đồn bót, nên một lần nữa chùa phải dời vào nơi bưng biền, hưởng ứng lệnh kêu gọi tiêu thổ kháng chiến.
Trong chiến tranh chùa bị hư hỏng hoàn toàn. Có người hảo tâm đã che cất tạm một am tranh để gìn giữ những tượng thờ và cổ vật.

## Thông tin thêm

### Tên chùa
Tên chùa được thay đổi nhiều lần: 
Ban đầu hòa thượng Đạt Bổn từ Quy Nhơn đến lập chùa được chúa Vũ vương Nguyễn Phúc Khoát ban tên là Kim Chương Tự.
Đến lúc Nguyễn Phúc Dương chạy vào Nam, Lý Tài rước về chùa Kim Chương tôn lên làm Tân Chính vương vào tháng 11 năm Bính Thân (1776) thì chùa được sắc tứ lần thứ hai là Phổ Quang Thiên Sơn Tự.
Năm Đinh Dậu, niên hiệu Gia Long 12 (1813), phó tướng Trần Nhân Phụng tuân theo di chúc của Thừa Thiên Cao Hoàng hậu (Tống Thị Lan), ban 10.000 quan tiền để trùng tu chùa, đúc thêm trống chuông và chỉnh lý những kinh tạng, rồi chùa được đổi thành Thiên Trường Tự.
Đến đời Tự Đức, Thiên Trường Tự được nhà vua ban cho tên Sắc Tứ Phổ Quang Thiên Sơn Tự.
Ngoài ra, trên bản đồ thành Gia Định do Trần Văn Học vẽ năm 1815, còn ghi là Chùa Kim Chương.

### Trên nền cũ

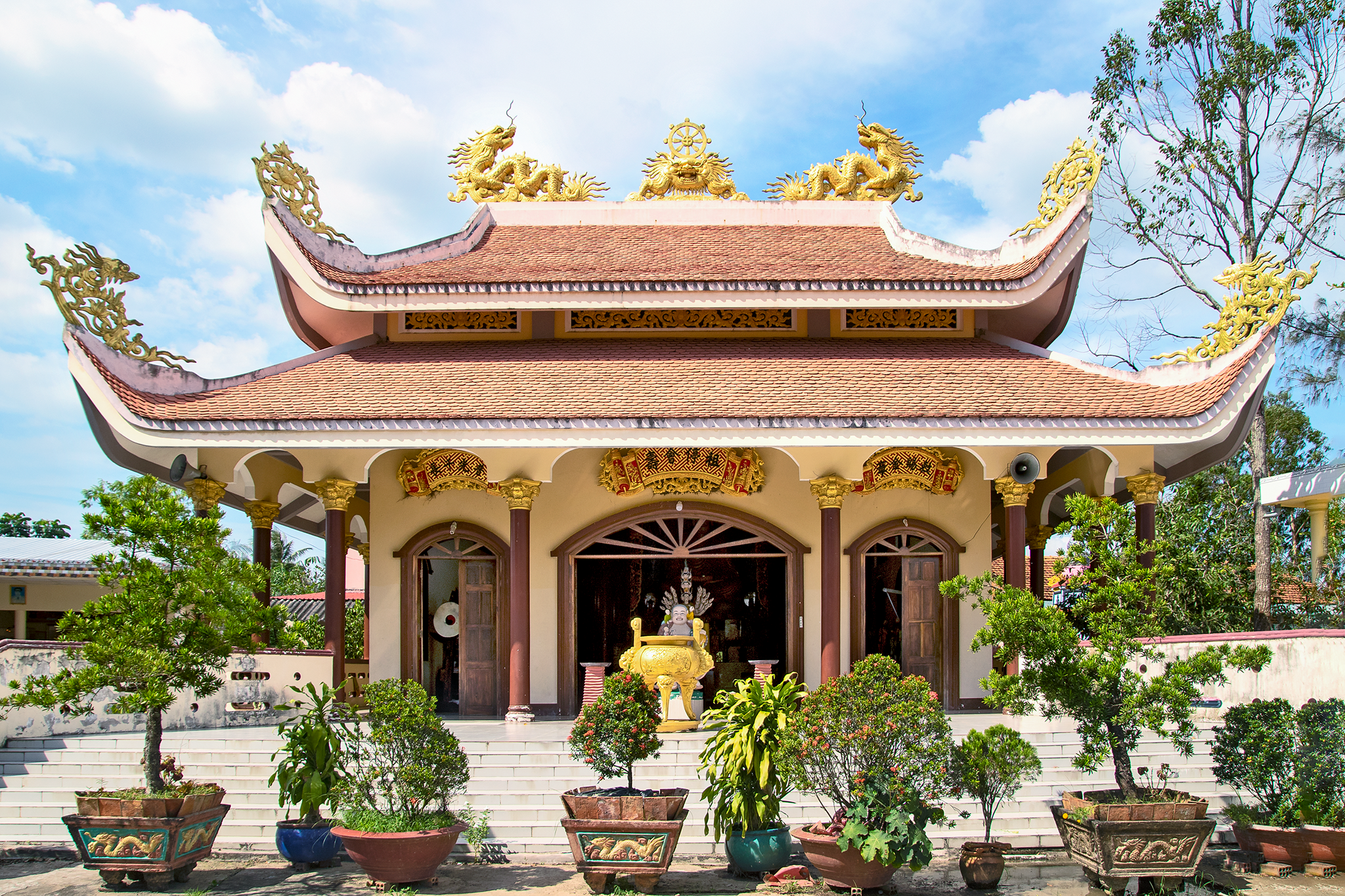
Chùa Hội Thọ ngày nay

Sau khi chùa Kim Chương được các tăng chúng tháo gỡ, theo Vương Hồng Sển, thì trên nền cũ của chùa, quân Pháp đã cất lên Sở Nuôi ngựa. Và ông Vương còn cho biết "chùa này lại xây trên một nền chùa Thổ (Miên) đã có trước đời Gia Long. Theo Trương Vĩnh Ký, chúa Nguyễn Phúc Thuần bị bắt tại vùng Ba Thắc (thuộc Cà Mau), chúa Nguyễn Phúc Dương bị bắt tại Ba Vát (thuộc Bến Tre, gần Mỏ Cày) và đều bị quân Tây Sơn đưa về hành quyết ở Gia Định (gần Kim Chương Tự), lối cuối năm 1777 .

### Cổ vật
Nhờ tăng chúng hết lòng gìn giữ, nên chùa Hội Thọ hiện còn nhiều bài vị và tranh chân dung của các vị Tổ sư tiền bối. Ngoài ra, chùa còn có một bộ tượng gỗ của Thừa Thiên Cao hoàng hậu dâng cúng năm 1813, gồm có các tượng: Ngọc Hoàng Thượng đế, Nam Tào, Bắc Đẩu, Địa Tạng Bồ Tát, Bồ Đề Đạt Ma, Già Lam, Minh Vương, Phán Quan,...Bộ tượng này được tạo hình với những đường nét sống động, theo nhân dạng Việt Nam. Đặc biệt quý là hai pho tượng cổ: tượng Già Lam hộ trì ngôi tam bảo do nghệ nhân ở Huế làm, và một tượng Phật A Di Đà (cao khoảng 6 tấc, bằng đất sét thô, ép khuôn, bộng ruột, bên ngoài sơn thếp vàng) do nghệ nhân ở địa phương làm. Pho tượng thể hiện hình ảnh Đức Phật đang tọa thiền, thân mình ngồi thẳng tự nhiên, hai mắt hé mở, miệng móm mém cười như một bà lão ở nông thôn...